# Президентски избори в Турция
Президентските избори в Турция са избори за президент на Турция, провеждани на всеки пет години.
От създаването на Република Турция през 1923 г. се провеждат 21 избора за президент, на които са избирани 12 различни президенти. Мустафа Кемал Ататюрк и Исмет Иньоню са избрани четири пъти, Джелал Баяр е избран три пъти, Реджеп Тайип Ердоган е избран два пъти, Джемал Гюрсел, Джевдет Сунай, Фахри Корутюрк, Тургут Йозал, Сюлейман Демирел, Ахмед Сезер и Абдуллах Гюл са избрани веднъж. Кенан Еврен става президент без избори и поема титлата с ратификацията на настоящата конституция на 7 ноември 1982 г. (с временен член 1 от Конституцията на Турция).

## История
През годините характерът и значението на президентските избори в Турция се променят в резултат на поправките в конституцията.

### Непреки избори (1923 – 2014)
Първоначално президентът се избира от депутатите в турския парламент.

### Преки избори от 2014 г.
Президентските избори през 2014 г. са първите преки избори на президент, в резултат от референдум от 2007 г., създаден и подкрепен от управляващата Партия на справедливостта и развитието.

### Президентска система от 2018 г.
След одобрението на конституционните промени на референдум, проведен през 2017 г., избраният президент става едновременно държавен глава и ръководител на правителството. В резултат на това парламентарната система на управление е заменена с изпълнително президентство и президентска система.

## Действащи президенти
В случай на временно отсъствие на президента поради болест, пътуване в чужбина или подобни обстоятелства, вицепрезидентът служи като изпълняващ длъжността президент и упражнява правомощията на президента, докато президентът възобнови своите функции, и ако президентството се оваканти като в резултат на смърт или оставка или по друга причина до избора на нов президент.